# Sărmășel-Gară, Mureș
Sărmășel-Gară (în maghiară Bánffytanya) este o localitate componentă a orașului Sărmașu din județul Mureș, Transilvania, România. Se află la limita cu județele Cluj și Bistrița-Năsăud.